# Marc Danval
Marc Danval, pseudonimo di Marc Sevenants (Ixelles, 18 febbraio 1937 – 22 settembre 2022), è stato un giornalista, scrittore e critico musicale belga.

## Biografia
Figlio di Fernand Sevenants (1901-1992) e nipote di José Sevenants (1868-1946), entrambi pianisti, compositori e professori al Conservatorio di Bruxelles, all'inizio della carriera di attore teatrale, alla fine degli anni cinquanta, modificò il suo nome in "Danval", il cognome di nascita della madre, Marthe Danvoie, in modo da non creare confusioni con suo cugino Maurice Sevenants, anche lui attore. Fino al 1961 Marc Danval si esibì su diverse scene brussellesi, fra le quali il Théâtre royal du Parc e il Théâtre royal des Galeries.
Nel 1958, durante il servizio militare, iniziò una carriera radiofonica come cronista di jazz, animando numerose trasmissioni per le truppe. A partire dagli anni sessanta, fu presente in svariate trasmissioni di musica jazz della rete radiofonica belga RTB e di Radio Lussemburgo, scrisse articoli su periodici generalisti o specializzati, e presentò regolarmente concerti di jazz in Belgio e all'estero.
Grande collezionista di dischi e conoscitore del jazz belga, divenne ben conosciuto per il suo ruolo di animatore della trasmissione radiofonica La troisième oreille (Il terzo orecchio), trasmissione costruita intorno alla riscoperta di registrazioni rare dell'epoca del disco a 78, 45 e 33 giri. 
La sua grande notorietà nel mondo del jazz gli consentirà, nel corso degli anni, di incontrare artisti come Louis Armstrong, Miles Davis, John Coltrane o Chet Baker, del quale in particolare evoca la personalità nella raccolta di poesie Parmi moi seul.
Nel 2006 la SABAM, Società Belga degli autori e editori, lo insignì del Django d'oro per il suo ruolo di motore della scena jazz in Belgio.

## Fondo Marc Danval[4]
Creato nel 2010 grazie all'acquisto della sua collezione personale, con il sostegno dell'associazione Amici della Biblioteca reale del Belgio, il fondo Marc Danval costituisce un'importante apertura della Sezione Musica della Biblioteca ai repertori "non classici", fin qui poco rappresentati.
I 12.000 dischi a 78, 45 e 33 giri, che spaziano dalla musica jazz alla musica folcloristica, dalle canzoni francesi e anglosassoni alla musica da film e alla musica di varietà, offrono un complemento importante alle collezioni di dischi della Sezione.
Il fondo riunisce inoltre circa 2000 partiture illustrate che coprono un periodo che va dalla fine dell'Ottocento agli anni 1950. Alcune sono firmate da Magritte, De Greef, Henri-Valéry Vander Poorten o Van Caulaert. Più di 800 opere riguardanti la musica, oltre a numerosi documenti di archivio fra i quali più di 3000 fotografie (di cui una gran parte con dedica) e 500 manifesti completano il fondo, apprezzato per la sua ecletticità e modernità.

## Opere
- Le règne de Sacha Guitry, biographie, Pierre De Méyère, Bruxelles, 1971
- Bon appétit Bruxelles, gastronomie, Collet, Bruxelles, 1982
- Parmi moi seul, poésie, Saint-Germain-des-Prés, Paris, 1983
- Les poètes du jazz, théâtre, Bruxelles, le 5 février, 1985, créé à la Compagnie Ivan Baudouin-Lesly Burton, avec Lesly Burton, le pianiste Charles Loos et l'auteur
- Cuisine traditionnelle en Hainaut, Libro-Sciences, 1990
- L'énigme résolue de Verlaine à la Trappe de Forges-lez-Chimay, C.G.R.I., 1996
- L'insaisissable Robert Goffin, biographie, Quorum, 1998
- Toots Thielemans, biographie, Racine, 2006
- Robert Goffin, avocat, poète et homme de jazz, Le Carré Gomand Éditions, 2014
- Histoire du jazz en Belgique, Éditions Avant-Propos, 2014